# Carmine Meo
Carmine Meo è l'album in studio di debutto della cantante e soprano francese Emma Shapplin, pubblicato il 13 dicembre 1997.
Ha venduto oltre due milioni di copie nel mondo, ed è stato certificato platino in vari paesi. Le musiche sono di Jean-Patrick Capdevielle, mentre i testi (in italiano arcaico) sono dello stesso Capdevielle e della Shapplin.

## Tracce
1. De l'Abîme au Rivage... – 1:13
2. Spente le Stelle – 4:27
3. Vedi, Maria... – 4:04
4. Carmine Meo – 4:17
5. Cuor Senza Sangue – 4:03
6. Favola Breve – 4:32
7. Reprendo Mai Più... – 3:44
8. Une Ombre Dans le Ciel – 0:58
9. Lucifero, Quel Giorno... – 3:34
10. Ira Di Dio – 4:35
11. Miserere, Venere... – 3:54
12. à la frontière du rêve – 1:19

## Classifiche

### Classifiche settimanali
| Classifica (1997-99) | Posizione massima |
| -------------------- | ----------------- |
| Belgio (Fiandre)     | 10                |
| Belgio (Vallonia)    | 2                 |
| Finlandia            | 19                |
| Francia              | 9                 |
| Norvegia             | 17                |
| Nuova Zelanda        | 9                 |
| Paesi Bassi          | 2                 |
| Svezia               | 24                |

### Classifiche di fine anno
| Classifica (1998) | Posizione |
| ----------------- | --------- |
| Belgio (Fiandre)  | 40        |
| Belgio (Vallonia) | 13        |
| Francia           | 45        |
| Nuova Zelanda     | 34        |
| Paesi Bassi       | 12        |
| Classifica (1999) | Posizione |
| Nuova Zelanda     | 33        |
| Paesi Bassi       | 14        |